# Municipio de Aguacate
Municipio de Aguacate är en kommun i Kuba.   Den ligger i provinsen Provincia Mayabeque, i den västra delen av landet, 60 km öster om huvudstaden Havanna.